# Jens-Erik Madsen
Jens-Erik Madsen (ur. 30 marca 1981) – duński kolarz torowy i szosowy, wicemistrz olimpijski, mistrz świata.
Jeden raz występował w igrzyskach olimpijskich. W 2008 roku w Pekinie zdobył srebrny medal (razem z Alexem Rasmussenem, Michaelem Mørkøvem, Casperem Jørgensenem i Michaelem Færkiem Christensenem) w wyścigu na dochodzenie drużynowo. Mistrz świata (2009) oraz srebrny (2008) i brązowy medalista (2007) w drużynowym wyścigu na dochodzenie.
Jest mistrzem Danii w scratchu (2010), drużynowym wyścigu na dochodzenie (2009) oraz wyścigu na 1 km (2009). Startuje z sukcesami również w wyścigach szosowych, m.in. trzykrotnie wygrywając mistrzostwo kraju w drużynowym wyścigu (2004, 2007, 2009).